# Drzewica indyjska
Drzewica indyjska (Dendrocygna javanica) – gatunek średniej wielkości ptaka z podrodziny drzewic (Dendrocygninae) w rodzinie kaczkowatych (Anatidae). Nie wyróżnia się podgatunków.

## Występowanie
W środowisku naturalnym zamieszkuje południową i południowo-wschodnią Azję (m.in. Pakistan, Indie, Nepal, Sri Lankę, Bangladesz, Tajlandię, Malezję, południowe Chiny, Wietnam, Indonezję). Są też ptakami hodowlanymi.

## Morfologia
Brak widocznego dymorfizmu płciowego. Długość ciała 38–42 cm; masa ciała 450–600 g.

## Ekologia
BiotopSłodkowodne jeziora i otaczająca je roślinność wodna.
GniazdoBudowane w trzcinach, wydrążonych pniach lub w opuszczonych gniazdach innych ptaków, czasami także na drzewach.
JajaSamica składa 7-17 kremowo-białych jaj o wymiarach 45,6–49,6 mm × 38,1–39,7 mm, masa 35 g (w niewoli) lub 36–39,5 g.
WysiadywanieJaja wysiadują samiec i samica. Okres inkubacji wynosi 22-30 dni. Krótko po wykluciu pisklęta przenoszą się z rodzicami do wody.
PożywienieGłównie roślinność wodna, nasiona, owady oraz wodne bezkręgowce.
Gody (toki)Samiec stara się zwrócić na siebie uwagę partnerki wykonując nad wodą skomplikowane figury.